# チカパン
チカパンは、日本のパントマイムアーティスト。パントマイムプラネット主宰。黙劇とも呼ばれるセリフを排除したパントマイム界において、時に言葉を使って演じる独自のマイムスタイルを確立。演劇的なパントマイムの表現にこだわり、小さな子供から年配者まで、世代を超えて一緒に楽しめる、やさしさと可笑しさ溢れるショーを全国で巡演中。兄は、映像作家の芹沢洋一郎。

## 来歴
1987年に桐朋学園芸術短期大学演劇専攻科を卒業。
その後、東京マイム研究所にて故・並木孝雄からパントマイムを学び、1991年よりパントマイム専門役者となる。
オープン仕立てのサンリオピューロランドでパフォーマーデビュー。
山本光洋に出会い、並木孝雄亡き後、第二の師匠として師事。
フジテレビ系列子ども向けテレビ番組『ポンキッキーズ』ではCHiCAの芸名でキーズロボットのキッキちゃん、キッズNEWSのナレーション、オムレツ君の声、ガギグ原人、BINZOなどのキャラクターを演じた。
番組の司会者・山田のぼるを当たり役とする高泉淳子に誘われて1994年、遊◎機械／全自動シアター公演『僕の時間の深呼吸』に出演。
2002年、東京都公認ヘブンアーティスト免許取得。芸名を、CHiCAからチカパンに改名する。
2009年、チェコの国際人形劇フェスティバル『マテジンカ’09』で主演作『シアタートライアングル』（演出：くすのき燕）がグランプリを受賞。自身も最優秀演技賞を受賞。
2010年、アニメーション映画『緑子／MIDORI-KO』（監督・黒坂圭太）チュウたこママの声を担当。
対象年齢に合わせた複数のパントマイムのプログラムを創作、日本全国で巡演中。
文化庁の『次代を担う子どもの文化芸術体験事業』においてショーの上演とワークショップ講師を各地で実施中。
一般社団法人日本パントマイム協会会員。
パントマイムプラネット主宰。